# Telenor
Telenor ASA är ett norskt telekommunikationsföretag som även är ett av Norges största börsnoterade bolag med en omsättning under 2014 på 106,540 miljarder norska kronor och cirka 35 000 anställda.
Telenor har en betydande internationell verksamhet, speciellt inom mobilkommunikation. I Sverige är det en av de stora telekomoperatörerna verksamt inom telefoni, genom Telenor Sverige AB, tidigare Glocalnet, Vimla; bredband genom dåvarande Bredbandsbolaget och Glocalnet, OpenNet, Open Universe och Ownit samt digital-tv genom Bredbandsbolaget och det helägda dotterbolaget Canal Digital. Telenor Sverige AB har sitt säte i Stockholm.
Telenor grundades som Norges telegrafverk 1855 och tog namnet Televerket 1969. Telenor blev nuvarande namn 1994 då verksamheten strukturerades om till att vara ett statligt aktiebolag. Fram till 1998 hade Telenor monopol på privattelefoni i Norge.
Telenor är noterat på Oslo Børs (TEL) och på Nasdaq i New York (TELN).